# SiM
SiM (Silence iz Mine) é uma banda japonesa de metal alternativo, formada em 2004 de Kanagawa. A banda é formada atualmente por MAH (vocal), SHOW-HATE (guitarra), SIN (baixo), and GODRi (bateria). Seu estilo musical mistura rock alternativo, heavy metal, post-hardcore, nu metal, ska, reggae, dub e punk rock com letras rebeldes.
Em 2016 a banda se apresentou no festival Knotfest, nos Estados Unidos.

## Membros
Membros atualmente
- MAH (Manabu Taniguti) – vocala (2004–presente), guitarras (2004–2006)
- SHOW-HATE (Masahira Iida) – guitarras, teclado, backing vocals (2006–presente)
- 'SIN (Shinya Shinohara) – guitarra baixo, backing vocals (2009–presente)
- GODRi (Yuya Taniguchi) – bateria, backing vocals (2009–presente)

Former members
- KAH – baixo (2004–2006)
- BUN – baixo (2006–2008)
- way – bateria (2004–2009)

Timeline

## Discografia

### Álbums
- Silence iz Mine (2008)
- SEEDS OF HOPE (2011)
- Pandora (2013)
- THE BEAUTiFUL PEOPLE (2016)

### Singles
- paint sky blue (2007)
- Murderer (2009)
- ANTHEM (2010)
- EViLS (2013)
- EXiSTENCE (2014)
- ANGELS and DEViLS (2015)
- CROWS (2015)
- LET iT END (2017)
- The Rumbling (2021)

### DVDs
- DUSK and DAWN (2012)
- 10 YEARS (2014)
- WHO SAYS WE CAN'T (2016)
- DEAD MAN WALKiNG -LiVE at YOKOHAMA ARENA- (2017)